# Sundstjärnen (Färila socken, Hälsingland)
Sundstjärnen är en sjö i Ljusdals kommun i Hälsingland och ingår i Ljusnans huvudavrinningsområde. Sjön har en area på 0,0709 kvadratkilometer och ligger 214,2 meter över havet.

## Delavrinningsområde
Sundstjärnen ingår i det delavrinningsområde (684589-149947) som SMHI kallar för Inloppet i Stråsjön. Medelhöjden är 238 meter över havet och ytan är 8,95 kvadratkilometer. Räknas de 6 avrinningsområdena uppströms in blir den ackumulerade arean 38,52 kvadratkilometer. Stocksboån (Sundsån) som avvattnar avrinningsområdet har biflödesordning 3, vilket innebär att vattnet flödar genom totalt 3 vattendrag innan det når havet efter 147 kilometer. Avrinningsområdet består mestadels av skog (77 procent) och sankmarker (11 procent). Avrinningsområdet har 0,39 kvadratkilometer vattenytor vilket ger det en sjöprocent på 4,3 procent.